# Verkehr in Hemer
Der Verkehr in Hemer ist nur noch auf den Straßenverkehr beschränkt. Hemer ist dabei an Autobahnen, Bundes- und Landesstraßen angeschlossen. Vom Schienenverkehr wurde die Stadt nach der Aufgabe der Strecke nach Menden 1987 endgültig abgebunden. Den öffentlichen Personen-Nahverkehr organisiert die für den gesamten Märkischen Kreis zuständige Märkische Verkehrsgesellschaft.

## Straßenverkehr
Für eine vollständige Liste aktueller, ehemaliger und zukünftiger Hemeraner Straßennamen, siehe Liste der Hemeraner Straßennamen

### Autobahn
Hemer ist an die Bundesautobahn 46 angeschlossen, deren Teilstück zwischen Hagen und Hemer allerdings noch auf Iserlohner Stadtgebiet endet. Der Ausbau des Teilstücks wurde Ende der 1960er-Jahre begonnen und 1976 für den Verkehr freigegeben. Die Ausfahrt Hemer wurde dabei bereits so konstruiert, dass ein Weiterbau möglich bleibt.
Seit dem gleichen Jahr wird über einen Weiterbau der Autobahn bis nach Arnsberg-Neheim diskutiert, um die A 46 zwischen Hagen und Bestwig zusammenzuschließen. An der Anschlussstelle Neheim geht derzeit die Autobahn 445 in die A 46 über. Innerhalb der folgenden 30 Jahre wurden verschiedenste Trassenführungen durchdacht. Auf Hemeraner Stadtgebiet gibt es dabei zwei Möglichkeiten. Die wahrscheinliche Variante sieht einen 300 Meter langen Tunnel unter dem Bemberg und einen weiteren 1250 Meter langen Tunnel unterhalb von Stübecken vor. Alternativ wurde eine Variante mit einem zusammenhängenden Tunnel angedacht.
Problematisch ist der Trassenverlauf in Menden und Wickede, wo die Autobahn durch ein FFH-Gebiet führt, wogegen sich Protest aus der dortigen Bevölkerung richtete. In Wimbern wird zudem eine Teilung der Ortschaft in zwei Hälften befürchtet. In der zweiten Hälfte der 1990er-Jahre wurde in Hemer deshalb über einen vorläufigen Ausbau der A 46 bis zur Mendener Stadtgrenze diskutiert. In der Trassenplanung war von vornherein eine Anschlussstelle Edelburg vorgesehen.
Schließlich begann im Jahr 2008 doch die Vorentwurfsplanung für die gesamte Trasse zwischen Hemer und Neheim. Um die Eignung als möglichen Tunnelein- beziehungsweise -ausgang zu prüfen, fanden im Frühjahr 2009 Probebohrungen des Landesbetriebs Straßenbau NRW in Stübecken statt. Im Jahr 2010 sollte das Planfeststellungsverfahren für die Trasse auf Hemeraner Gebiet beginnen, was jedoch bis zum Amtsantritt der neuen Landesregierung Kraft im Juli 2010 nicht geschehen war. Im Mai 2011 sagte Horst Becker, der parlamentarische Staatssekretär für Verkehr, dass der Abschnitt zwischen Menden und Neheim durch „ökologisch hochsensibles Gebiet“ führe und daher keine Unterstützung der Landesregierung erhalten werde.
Ein Ausbau der Trasse bis Menden-Lendringsen, der bis 2023[veraltet] fertiggestellt sein soll, befindet sich in Vorplanung. Die 7,3 Kilometer lange Strecke soll 118,8 Millionen Euro kosten.

### Bundesstraße
Die Bundesstraße 7 durchquert Hemer von Westen nach Osten. Die Fernstraße, die Kaldenkirchen an der deutsch-niederländischen Grenze mit Rochlitz in Sachsen verbindet, wurde auf Iserlohner Stadtgebiet durch die A 46 ersetzt. Nach der Anschlussstelle Hemer führt die B 7 durch Hemerhardt, Niederhemer, Höcklingsen, Oese und Edelburg nach Menden. Die Straße ist mit einem Verkehrsaufkommen von 25.000 Autos am Tag auf dem Teilstück zwischen Iserlohn und Niederhemer die meistbefahrene in Hemer.
Eine lang anhaltende Fahrbahnerneuerung zwischen Niederhemer und Becke in den Jahren 2007 und 2008 sorgte so für schwerwiegende Verkehrsprobleme. Angelegt wurde die Straße, die im Osten Hemers parallel zur Oese verläuft, in den Jahren 1816 bis 1817. Mit etwa 35.000 Fahrzeugen täglich ist der Kreuzungsbereich der B 7 mit der L 683/K 16 besonders belastet. Wegen langen Rückstaus wurde der Knotenpunkt 2002 umgebaut und effizienter gestaltet.
Auf der Stadtgrenze zu Menden und Balve verläuft die Bundesstraße 515. An der B 515 liegt die Hemeraner Ortschaft Hönnetal. Außerdem ist sie über die L 682 an Deilinghofen angebunden.

### Landesstraße
Die Landesstraße 682 beginnt in Sümmern und erreicht in Wiehagen das Hemeraner Stadtgebiet. Dort führt die Landstraße mit einem Verkehrsaufkommen von rund 17.000 Fahrzeugen pro Tag als Iserlohner Straße nach Westig. Der folgende Abschnitt bis Oberhemer bildet die Hauptstraße, die im Anschluss in die L 683 übergeht. Der folgende Abschnitt Hönnetalstraße über Sundwig und Deilinghofen führt ins Hönnetal. Dort endet die L 682 an einer Einmündung in die B 515.
Die Landesstraße 683 verbindet Niederhemer mit Oberhemer sowie Westig über Ihmert mit Evingsen. Die Straße beginnt an einer Kreuzung mit der B 7 in Niederhemer und führt bis zum Alten Amtshaus. In weiten Teilen dieser Strecke bildet die Landesstraße die Hemeraner Hauptstraße mit einem Verkehrsaufkommen von 15.000 bis 20.000 Fahrzeugen am Tag. In der Innenstadt verläuft die L 683 als Im Ohl und Bahnhofsstraße parallel zur Hauptstraße, die in diesem Bereich als Einkaufsstraße, teilweise auch als Fußgängerzone genutzt wird. Der Verlauf wurde in den 1950er-Jahren begradigt.
Zwischen Westig und Evingsen führt die L 683 durch das Ihmerter Tal, vorbei an den Ortschaften Westigerbach, Bredenbruch, Johannistal, Im Hasberg, Ihmert, Tütebelle und Elfenfohren. Die Landstraße endet auf Altenaer Stadtgebiet an der Bundesstraße 236, die entlang des Lennetals verläuft. Die Landstraße liegt in Hemer entlang des Ihmerter beziehungsweise Westiger Bachs, im Innenstadtbereich entlang des Hemer-Bachs. Der Abschnitt zwischen Westig und Ihmert entstand in den Jahren 1854 bis 1857.
Die Landesstraße 888 beginnt im Ihmerter Ortszentrum an einer Kreuzung mit der L 683 und führt durch Westendorf in Richtung Westen. Sie führt vorbei an der Iserlohner Ortschaft Kesbern als Grüner Talstraße bis nach Letmathe. Zwischen Ihmert und Kesbern wird sie täglich von etwa 7.000 Kfz befahren.

### Kreisstraße

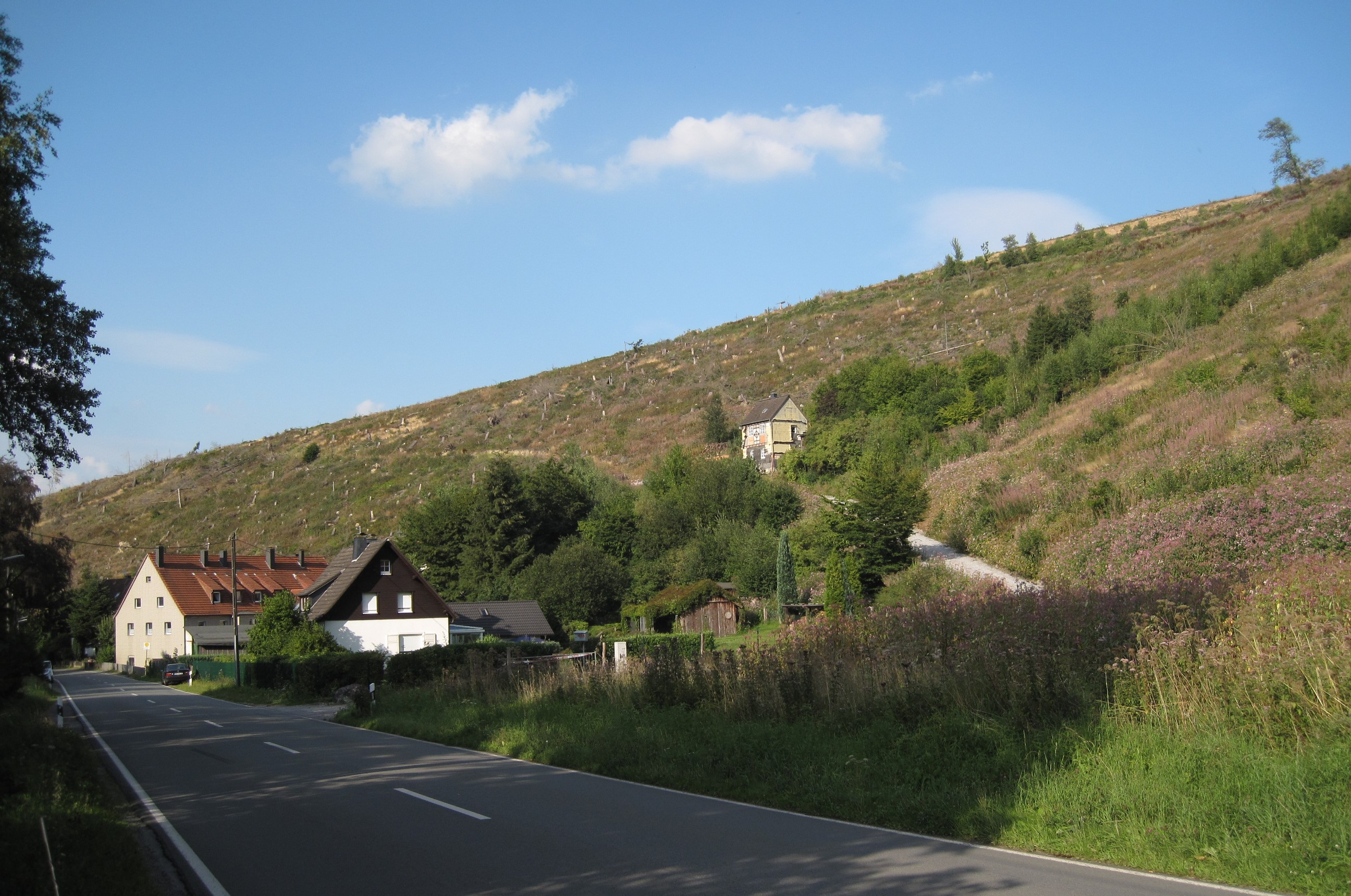
Die Kreisstraße 32 bei Grüntal

Die Kreisstraße 16 beginnt in Niederhemer und bildet dort die Fortsetzung der L 682 an einer Kreuzung zur B 7. Die Straße führt dann in nordwestlicher Richtung vorbei an Stübecken und Landhausen auf Iserlohner Stadtgebiet, wo sie zwischen den Ortsteilen Griesenbrauck und Sümmern in einer Einmündung erneut in die L 682 endet. Das Verkehrsaufkommen liegt bei etwa 7.000 Fahrzeugen täglich.
Die Kreisstraße 32 führt in Nord-Süd-Richtung durch das Stephanopeler Tal zwischen Sundwig und Heppingsen. An der Straße liegen die Ortschaften Dieken, Wenhagen, Grüntal, Sundwigerbach, Winterhof, Stephanopel, Ispei, Heppingserbach und Heppingsen. Bis zur kommunalen Neuordnung 1975 bildete der Verkehrsweg die Grenze der Gemeinden Frönsberg und Garbeck, so dass die eine Seite der Straße Hemeraner, die andere Seite Balver Gebiet war. Durch die Erweiterung der Stadt Hemer um ein Waldgebiet liegt die Straße seitdem in vollem Umfang in Hemer. In der zweiten Hälfte des 19. Jahrhunderts beantragten die dortigen Fabrikanten einen Ausbau der Straße, um die mangelhafte Verkehrssicherheit zu erhöhen und Frachtkosten zu senken. Bis 1887 wurde der Weg in einer Breite von vier Metern befestigt, 1935 wurden Kurven begradigt und die Fahrbahnbreite auf acht Meter erhöht.

### Weitere Straßen
Etwa seit 1990 ist der Bau einer Westtangente ein strittiges Thema in der Hemeraner Kommunalpolitik. Die Straße soll von Hemerhardt bis nach Westig führen und die B 7 sowie die Hauptstraße in der Innenstadt entlasten. Dabei ist eine Streckenführung durch das Landschaftsschutzgebiet Duloh geplant. Gegen diese Planung formierte sich eine Bürgerinitiative, die vor dem Oberverwaltungsgericht Münster gegen den Bebauungsplan klagte. Die Richter erklärten die Trasse im Frühjahr 2007 für rechtsunwirksam. Durch den Zuschlag zur Landesgartenschau 2010 in Hemer und die damit verbundenen Straßenbauarbeiten in der Innenstadt wurde der Bau 2008 vorerst zurückgestellt.
Bis in die 1990er-Jahre wurde auch über eine Osttangente diskutiert, die Deilinghofen mit der B 7 verbinden sollte. Durch den Ausbau der Urbecker Straße, die von der Innenstadt über Urbecke nach Höcklingsen führt, verkürzte sich der Weg zwischen Deilinghofen nach Becke 1999 aber so deutlich, dass die Osttangente seitdem kein Thema mehr ist.

## Schiene

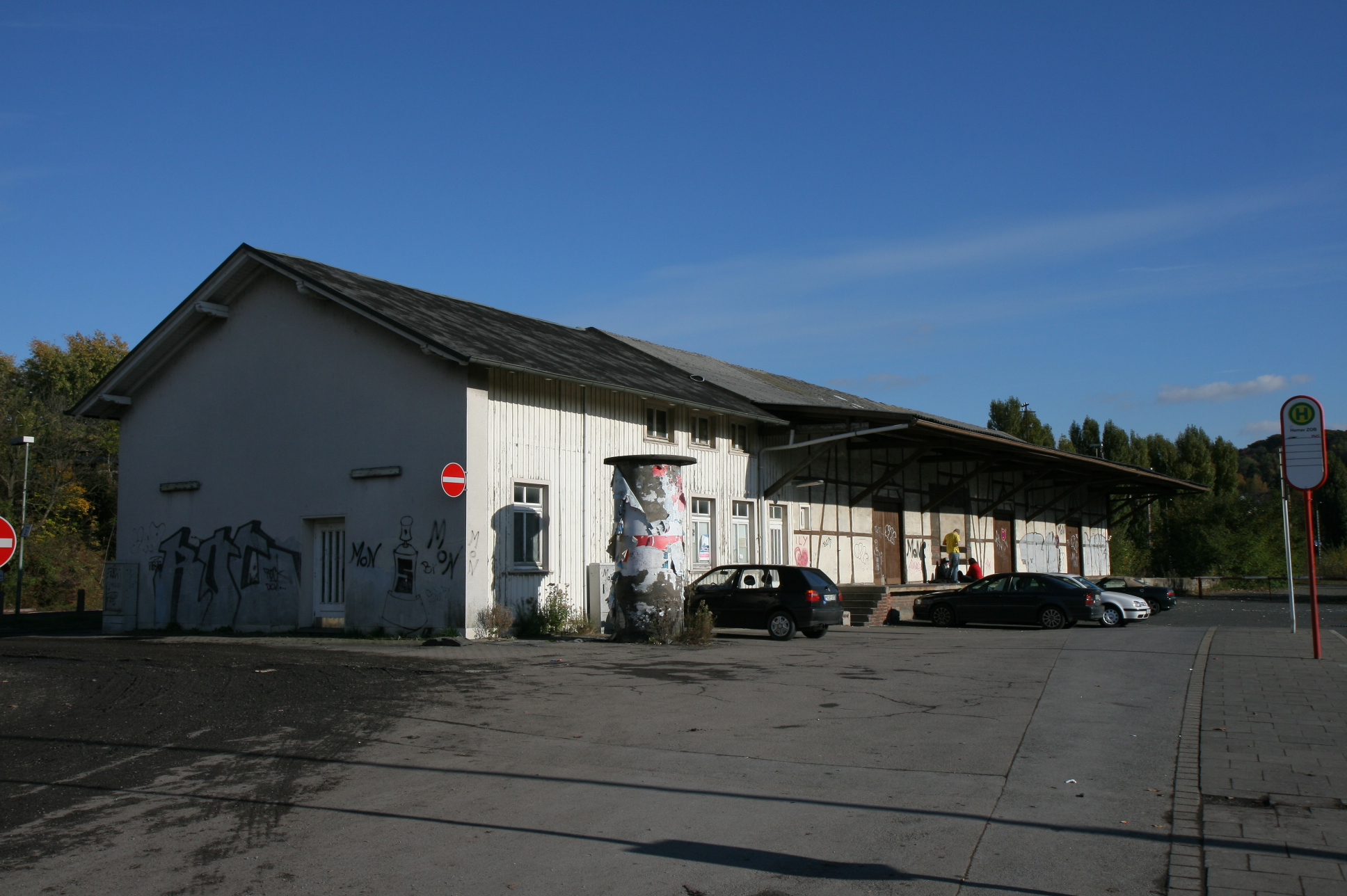
Güterabfertigung des Bahnhofs Hemer (2009 abgerissen)

Für Informationen über die gesamte Bahnstrecke Menden–Letmathe, siehe: Bahnstrecke Letmathe–Fröndenberg

### Streckenabschnitt Menden–Hemer
Planungen, Hemer an das Schienennetz anzuschließen, begannen im Jahr 1860, als im Amt ein Komitee gegründet wurde, das sich für die Anbindung Hemers an das Streckennetz der Bergisch-Märkischen Eisenbahn-Gesellschaft einsetzte. Am 17. April 1873 unterzeichnete die Gesellschaft einen Vertrag zum Bau und Betrieb einer Vollbahn zwischen Menden und Oberhemer, wofür sie finanzielle Mittel des preußischen Handelsministeriums erhielt. 1881 sprach die Regierung der Bergisch-Märkischen Eisenbahn die Konzession zu, so dass die Strecke Menden–Hemer zum 1. September 1882 eröffnet wurde. Am 15. Juni 1885 folgte Hemer–Iserlohn. Der preußische Staat war bereits zuvor Eigentümer geworden. Auf Hemeraner Stadtgebiet wurden auf dem ersten, fast sieben Kilometer langen Abschnitt Haltestellen in Hemer und in Oese eingerichtet, wobei letztere nur für Personenverkehr zugelassen war. Auch für einige Industrieunternehmen und die Edelburg wurden eigene Gleisanschlüsse geschaffen.
Der Bahnhof in Hemer lag zentral in der Innenstadt, nur wenige Meter von der Blücher-Kaserne der Bundeswehr entfernt. So wurde die Bahnanlage ab 1956 zur Fahrzeugverladung genutzt. Zuvor machten bereits dort stationierte kanadische und belgische Truppen von dieser Möglichkeit Gebrauch. Im Zweiten Weltkrieg befand sich in der späteren Kaserne das Kriegsgefangenenlager Stalag VI A, weshalb viele, vor allem sowjetische Soldaten über den Bahnhof Hemer ins Lager transportiert wurden.
1983 begannen Diskussionen über die Streckenstilllegung, wenngleich die Bahnverbindung drei Jahre zuvor noch zum „betriebswirtschaftlich optimalen Netz“ gehört hatte. 1987 wurde das Hauptgebäude des Bahnhofs Hemer abgerissen, am 27. Mai 1989 verließ der letzte planmäßige Zug Hemer. Der Abschnitt nach Menden ist bis heute bestehen geblieben und wurde bis zur Schließung der Blücher-Kaserne 2006 zur Panzerverladung genutzt. Die zwischenzeitlich vereinbarte Abfuhr von Sturmholz nach dem Orkan Kyrill lief 2007 aus.
In den folgenden Jahren wurde über eine Wiederaufnahme des Betriebs nach Menden unter dem Namen Oesetalbahn diskutiert. Die Rhein-Sieg-Eisenbahn plante, zur Landesgartenschau 2010 (auf dem ehemaligen Kasernengelände) Besucher per Zug nach Hemer zu bringen. Sofern sich langfristig keine Möglichkeit eines wirtschaftlichen Betriebs ergeben, sollen die Schienen abgebaut und ein Bahnradweg errichtet werden.

### Streckenabschnitt Hemer–Iserlohn

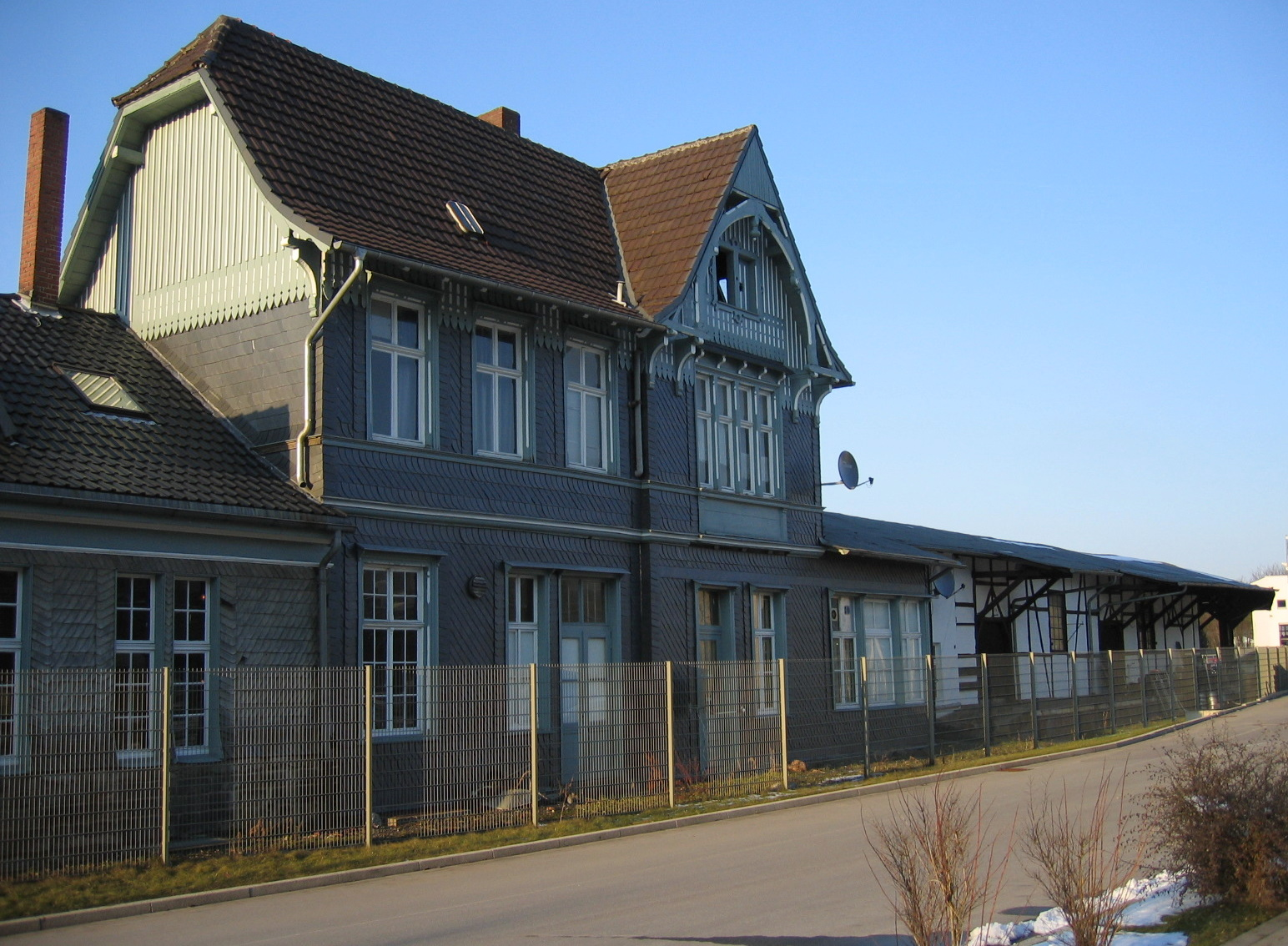
Ehemaliger Bahnhof Westig

Der ebenfalls sieben Kilometer lange Lückenschluss nach Iserlohn wurde 1883 genehmigt und am 15. Juli 1885 als Sekundärbahn in Betrieb genommen. Damit war eine Verbindung Hemers sowohl zur Oberen Ruhrtalbahn, als auch zur Ruhr-Sieg-Strecke geschaffen.
An diesem Teilabschnitt wurde 1885 der Bahnhof Westig angelegt, dessen heute noch bestehendes Gebäude zehn Jahre später gebaut wurde. Ende des Jahres 1975 wurde die Güterverladung in Westig stillgelegt und damit der Bahnhofsbau überflüssig. Obwohl das Gebäude 1984 unter Denkmalschutz gestellt wurde, verfiel es in den darauffolgenden Jahren zunehmend. Heute befindet sich eine Kneipe im Gebäude.
Mit Stilllegung der Bahnverbindung endete die Geschichte des Streckenabschnitts Hemer–Iserlohn ebenfalls 1989. Noch im gleichen Jahr wurde die Eisenbahnbrücke zwischen Westig und Iserlohn abgerissen. Einige Abschnitte der Strecke sind inzwischen zusätzlich überbaut worden, so dass eine Bahnverbindung nach Iserlohn kaum mehr möglich ist. Im gemeinsamen Verkehrsentwicklungsplan der Kommunen Hemer, Iserlohn und Menden aus dem Jahr 2003 wird über eine Stadtbahn zwischen Hemer und Iserlohn diskutiert, die eine direkte Schienenanbindung Hemers an Dortmund möglich machen würde.

### Nebenstrecke Hemer–Sundwig
Am 1. Oktober 1891 wurde die 1,8 Kilometer lange Nebenstrecke von Hemer nach Sundwig eröffnet. Damit konnten weitere Industriebetriebe wie das Sundwiger Messingwerk und die Sundwiger Eisenhütte mit der Bahn erreicht werden. Ursprünglich war eine Weiterführung über Stephanopel bis Balve und Neuenrade geplant, für die sich die Landräte aller drei beteiligter Kreise (Iserlohn, Altena und Arnsberg) sowie die Handelskammer des Kreises Iserlohn einsetzte. Realisiert wurde 1891 dennoch nur die Sekundärbahn bis Sundwig.
Obwohl der Bahnhof Sundwig bis 1955 eigenständig geblieben war, wurde die Strecke nie für den Personenverkehr genutzt. Der Sundwiger Bahnhof wurde 1960 saniert und 1976 wie die anderen Hemeraner Dienststellen für den Güterverkehr stillgelegt. Ein Jahr später erfolgte der Abbau. Nach anderen Quellen war sie noch 1989 in Betrieb. Der allerletzte Zug verkehrte 1993.

### Hönnetalbahn
Teilweise auf der Hemeraner Stadtgrenze verläuft die Hönnetalbahn parallel zur B 515. Der Streckenabschnitt zwischen Menden und Neuenrade wurde 1912 in Betrieb genommen. Mit dem Haltepunkt Klusenstein gab es dabei auch eine Haltestelle in Hemer, die inzwischen jedoch stillgelegt ist. Das daraufhin als Wanderparkplatz genutzte Grundstück wurde nach einem Unfall 2009 komplett gesperrt.

## Radverkehr

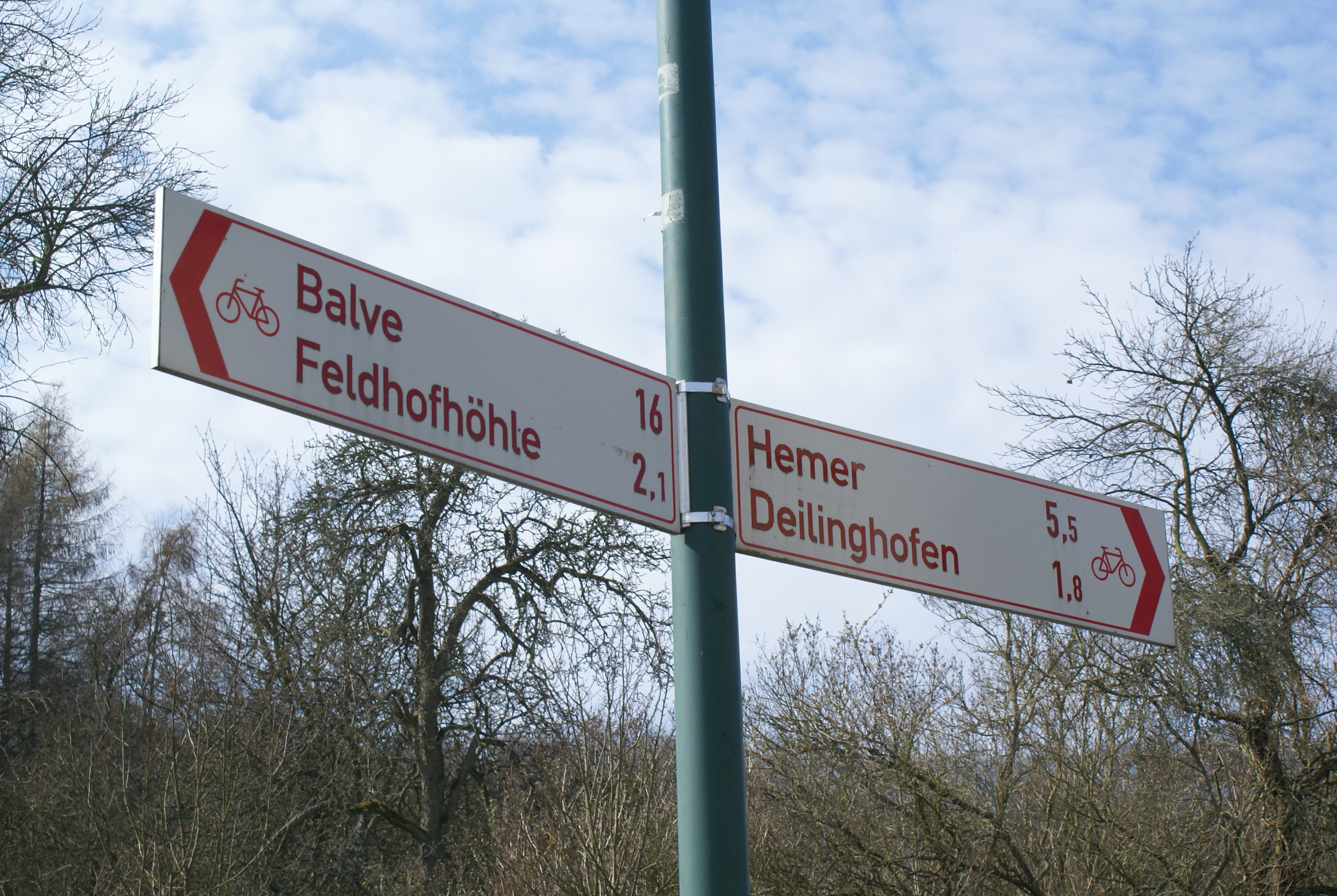
Hinweisschild für Radfahrer in Brockhausen

Der Radverkehr ist im nördlichen Märkischen Kreis und damit auch in Hemer unterdurchschnittlich ausgeprägt. Nur sechs Prozent der Bevölkerung nutzen regelmäßig das Rad als Verkehrsmittel. Die Stadt ist an das Radverkehrsnetz NRW unter anderem über Wege nach Iserlohn und Menden eingebunden. Eine Route über Deilinghofen und Brockhausen führt zudem nach Balve. Einige dieser Strecken nutzen jedoch vielbefahrene Hauptverkehrsstraßen und sind deshalb kaum für den Radverkehr geeignet. Außerdem bildet vor allem im südlichen Stadtgebiet der Mittelgebirgscharakter ein natürliches Hindernis.
Da die Bahnstrecke zwischen Hemer und Menden nach dem Abzug der Bundeswehr aus der Blücher-Kaserne nicht mehr genutzt wurde, wird in Hemer seitdem über eine Nutzung der Trasse als Radweg diskutiert. Der Weg soll dabei die Trasse sichern, damit zukünftiger Bahnverkehr möglich bleibt. Für den Bau eines Radwegs verspricht sich die Stadt Fördergelder des Landes. Auf Teilen der ebenfalls stillgelegten Bahnstrecke Hemer–Iserlohn wurden bereits Radwege angelegt.

## Öffentlicher Personennahverkehr

### Westfälische Kleinbahnen
Die „Westfälischen Kleinbahnen“ wurden 1899 in Bochum gegründet und bauten ihr Streckennetz bis ins Jahr 1908 auch auf das Gebiet des Amts Hemer aus. Am 28. Dezember 1908 wurde die Gemeinde Calle durch eine Straßenbahnlinie mit dem Bahnhof Iserlohn Ost verbunden. Am 26. März 1909 fuhren die ersten Straßenbahnen aus Iserlohn nach Westig, am 3. August 1911 wurde die Linie über die heutige L 683 bis nach Niederhemer fortgeführt. Am 18. März 1912 fand auch die Gemeinde Becke Anschluss, als ein Teilstück von Niederhemer nach Höcklingsen fertiggestellt war.
Abzweigungen führten ab dem 31. Juli 1912 nach Sundwig und ab dem 11. November 1913 weiter nach Deilinghofen. Zu diesem Zeitpunkt hatte das Straßenbahnnetz in Hemer seine maximale Ausdehnung erreicht und wurde in den folgenden Jahrzehnten schrittweise wieder zurückgebaut. 1921 wurde so der Streckenabschnitt zwischen Niederhemer und Höcklingsen stillgelegt, weil die parallel verlaufende Eisenbahnstrecke durch ihre Verbindung bis nach Menden profitabler war.

### Eisenbahn Westig–Ihmert–Altena
Vom Westiger Bahnhof führte eine Kleinbahn mit aufgebockten Staatsbahnwagen seit dem 18. Juli 1913 bis Ihmert. Vom knapp sieben Kilometer langen Teilabschnitt profitierte vor allem die Drahtindustrie im Ihmerter Tal, welche die Bahn seit November 1914 zu Transportzwecken nutzte. Am 30. Juni 1917 fand auch Evingsen Anschluss, die Weiterfahrt bis nach Altena wurde nach dem Kriegsende möglich. Insgesamt 48 Unternehmen hatten bis dahin auch private Gleisanschlüsse angebunden.
1933 begann der Rückbau der Strecke, als der Teilabschnitt zwischen Tütebelle und Evingsen stillgelegt wurde. Die Teilstrecke war so steil, dass jeder Wagen einzeln hinaufgezogen werden musste und war deshalb unrentabel. Der übrige Teil der Strecke auf Hemeraner Stadtgebiet wurde in dieser Zeit dagegen so häufig genutzt wie nie. Etwa 150.000 Tonnen wurden auf der Kleinbahnstrecke jährlich transportiert. Zugleich wurden jedoch auch die ersten Linienbusse im Gebiet der Westfälischen Kleinbahnen in Betrieb genommen.

### Iserlohner Kreisbahn
Am 27. Juli 1942 wurden die Westfälischen Kleinbahnen in Iserlohner Kreisbahn AG umgewandelt. Gegen Ende des Krieges stand der Straßenbahnverkehr gut ein Jahr lang still, da die Brücke zwischen Iserlohn und Westig zerstört worden war. In dieser Zeit pendelten die ersten Autobusse durch Hemer. Im April 1946 nahmen die Straßenbahnen wieder ihren Betrieb auf. Zwischen Oktober 1947 und September 1948 war die Brücke ein zweites Mal gesperrt.
In den 1950er-Jahren wurden die Straßenbahnstrecken nach und nach stillgelegt. Am 1. November 1955 wurde die Nebenstrecke nach Deilinghofen aufgegeben, wenig später die Personenbeförderung im Ihmerter Tal. Auf der Hauptstrecke zwischen Niederhemer und Oberhemer fuhr 1956 die letzte Straßenbahn, am 10. Mai 1959 verloren auch Oberhemer und Westig ihre Anbindung an dieses öffentliche Verkehrsmittel. Die Strecke zwischen Westig und Ihmert wurde 1963 auch für den Güterverkehr gesperrt, ein Jahr später endete die Geschichte der Kleinbahn auch in Westig.

### Märkische Verkehrsgesellschaft
Im Zuge der kommunalen Neuordnung 1975 ging die Iserlohner Kreisbahn in der Märkischen Verkehrsgesellschaft (MVG) auf, die seitdem den öffentlichen Personennahverkehr im Hemeraner Stadtgebiet organisiert. Im Jahr 2000 nutzte etwa jeder siebte Hemeraner die Dienstleistungen der MVG. In der Innenstadt, in Nachbarschaft zum Bahnhof hat die MVG einen Zentralen Omnibusbahnhof eingerichtet.
Hemer ist derzeit (Stand: 2024) über folgende Linien an das MVG-Netz angebunden:
| Linie          | Linienverlauf | Takt             |
| -------------- | --- | ---------------- |
| Schnellbus     | |                  |
| S3             | Menden, Bahnhof – Hemer, Niederhemer – Iserlohn, Stadtbahnhof | 60 min           |
| Stadtbus       | |                  |
| 1              | Menden, Hönnenwerth – Bahnhof – Battenfeld – Hemer, Becke – ZOB – Westiger Kreuz – Iserlohn, ZOB – Stadtbahnhof – Grüner Talstraße – Letmathe Mitte – Letmathe Alter Markt – Hagen, Hohenlimburg Bf. | 15 min           |
| 2              | Hemer, Brockhausen oder Apricke – Deilinghofen – Sundwig – ZOB – Niederhemer – Landhausen – (Iserlohn, Rombrock)                                                                                     | 30 min           |
| 3              | Hemer, ZOB – Heppingsen – Hüingsen – Frönsberg – Ruthenbeck | 60 min           |
| 4 ALF          | Iserlohn, Stadtbahnhof – Dannenhöfer – ZOB – Kesbern – Hemer, Ihmert – Iserlohn, Dahlsen – Grüner Talstraße – Dröschede – Stadtbahnhof                                                               | 120 min          |
| 13             | Hemer, ZOB – Sauerlandpark – ZOB – Iserlohn, Seilerseebad – Schillerplatz – Stadtbahnhof – Gerlingsen                                                                                                | 60 min           |
| 25 ALF         | Hemer, Deilinghofen – Balve, Eisborn – Menden, Asbeck – Jungholz – Böingsen – Lendringsen | 120 min          |
| 33             | Hemer ZOB – Westig Drehscheibe – Ihmert – Altena, Evingsen Im Höttel – Am Markaner ZOB – Bahnhof – Pragpaul – Hegenscheider Weg                                                                      | 30 min           |
| Schülerverkehr | |                  |
| 10             | Hemer ZOB – Iserlohn – Gesamtschule Nußberg – Gesamtschule Gerlingsen | kein Taktverkehr |
| 204            | Iserlohn, Rs. Bömberg – Stadtbahnhof – Hemer, Ihmert – Iserlohn, Dahlsen – Hombeck im Siepen – Dannenhöfer – Saatschule                                                                              | kein Taktverkehr |
| 210            | Hemer Eisenbahnschleife – Westiger Kreuz – Iserlohn, Bädekerplatz – ZOB | kein Taktverkehr |
| 220            | Hemer, Schule Parkstraße – Oesestraße | kein Taktverkehr |

### Bürgerbus Hemer
Strecken, die die MVG nicht anfahren kann, bedient seit dem 17. November 1997 der Bürgerbus Hemer. Er wird vom Bürgerbusverein Hemer betrieben. Vereinsmitglieder fahren die Linien wochentags vier- bis sechsmal ehrenamtlich ab. An Sonn- und Feiertagen findet kein Fahrbetrieb statt. Es werden jährlich nahezu 15.000 Passagiere transportiert.
Das Angebot des Bürgerbusses besteht aus den folgenden vier Linien, die jeweils am Zentralen Omnibusbahnhof (ZOB) beginnen und enden:
- Linie A („Asenberglinie“): ZOB – Urbecke – Höcklingsen – ZOB
- Linie B („Waldfriedhoflinie“): ZOB – Westig – Sundwig – ZOB
- Linie C („Felsenmeerlinie“): ZOB – Felsenmeer – ZOB
- Linie D („Parkstraßenlinie“): ZOB – Woeste-Gymnasium – Prinzhorn-Realschule – ZOB

## Luftfahrt
In der ersten Hälfte des 20. Jahrhunderts gab es in Deilinghofen einen Flugplatz von regionaler Bedeutung. Ab 1936 wurde ein Militärareal vom Deutschen Luftsportverband als Segelflugplatz genutzt. Im Zuge der Vereinheitlichung des deutschen Flugsports mussten die Luftsportvereine aus dem heutigen Märkischen Kreis vollständig in Deilinghofen fliegen. Auf dem fast quadratischen, rund einem Quadratkilometer großen Gelände lagen vier Winden nebeneinander. Ab 1928 wurden dort auch Motorflugzeuge eingesetzt. Besondere Bedeutung hatte der Flugplatz im Zweiten Weltkrieg, als in Deilinghofen Fluglehrgänge für junge Männer aus ganz Südwestfalen stattfanden. 1939 war die Landebahn planiert worden, in der Endphase des Kriegs wurde der von US-Truppen eingekesselte Raum Hemer über den Flugplatz Deilinghofen versorgt. 1935 und 1938 hatten „Großflugtage“ im Amt Hemer statt.
Nach dem Zweiten Weltkrieg war der Flugsport erst ab 1952 wieder erlaubt. Über 10 Vereine aus dem gesamten heutigen Kreisgebiet flogen zu diesem Zeitpunkt wieder ab Hemer. Doch durch den Ausbau der britischen Kaserne in Deilinghofen sowie der Blücher-Kaserne der Bundeswehr wurde der Flugplatz massiv verkleinert, sodass zum Herbst 1961 der Flugbetrieb eingestellt werden musste. Zuvor forderten die Luftsportler aus Südwestfalen einen Ausbau des Deilinghofer Flugplatzes zum Regionalflughafen, denn er wäre rund halb so teuer gewesen wie der erstellte Flugplatz Altena-Hegenscheid. Die verkehrspolitische Bedeutung des Flugplatzes war allerdings nur relativ klein.
Heute gibt es keinen Flugplatz in Hemer mehr. Der nächste Flughafen ist in Dortmund. Drei Flugplätze befinden sich in der Nachbarstadt Iserlohn und einer in Menden.